# Chrysopa devia
Chrysopa devia är en insektsart som beskrevs av Mclachlan 1887. Chrysopa devia ingår i släktet Chrysopa och familjen guldögonsländor. Inga underarter finns listade i Catalogue of Life.